# 唐求
唐求（？—？），一作唐球，蜀州青城縣味江山（今属四川崇州市）人。
乾符年間，曾任青城縣令。唐昭宗時，王建割據四川，欲聘唐求為參謀，唐求拒不受聘。後棄官返鄉，隱居味江山中，人稱“唐山人”或“唐隱居”。寫詩每有所得，揉成紙團，塞入葫蘆裡，人稱詩瓢。曾出遊夔州、巫山。晚年臥病，將葫蘆投入江中，順流至新渠江，有識者知是唐求作品，乘舟前往撈起，可惜詩稿多已浸壞，僅得十之二三。